# Замбија на Светском првенству у атлетици на отвореном 2017.
Замбија је учествовала на Светском првенству у атлетици на отвореном 2017. одржаном у Лондону од 4. до 13. августа петнаести пут. Репрезентацију Замбије је представљало двоје учесника (1 мушкарац и 1 жена) који су се такмичили у две дисциплине ,
На овом првенству такмичари Замбије нису освојили ниједну медаљу нити су постигли неки резултат. У табели успешности према броју и пласману такмичара који су учествовали у финалним такмичењима (првих 8 такмичара) Замбија је са 1 учесником у финалу делила 58. место са 2 бодова.
| Плас. | Земља   | 1. место | 2. место | 3. место | 4. место | 5. место | 6. место | 7. место | 8. место | Бр. финал. | Бод. |
| ----- | ------- | -------- | -------- | -------- | -------- | -------- | -------- | -------- | -------- | ---------- | ---- |
| =58.  | Замбија | 0        | 0        | 0        | 0        | 0        | 0        | 1        | 0        | 1          | 2    |

## Учесници
| Мушкарци: - Сиднеј Сиаме — 200 м | Жене: - Кабанге Мупопо — 400 м |  |

## Резултати

### Мушкарци
| Атлетичар    | Дисциплина | Лични рекорд | Квалификације | Квалификације | Полуфинале | Полуфинале | Финале               | Финале       | Детаљи |
| Атлетичар    | Дисциплина | Лични рекорд | Резултат      | Место         | Резултат   | Место      | Резултат             | Место        | Детаљи |
| ------------ | ---------- | ------------ | ------------- | ------------- | ---------- | ---------- | -------------------- | ------------ | ------ |
| Сиднеј Сиаме | 200 м      | 20,36 НР     | 20,29 КВ, НР  | 1. у гр. 5    | 20,54      | 4. у гр. 2 | Није се квалификовао | 12 / 46 (50) |        |

### Жене
| Атлетичарка    | Дисциплина | Лични рекорд | Квалификације | Квалификације | Полуфинале    | Полуфинале | Финале   | Финале | Детаљи |
| Атлетичарка    | Дисциплина | Лични рекорд | Резултат      | Место         | Резултат      | Место      | Резултат | Место  | Детаљи |
| -------------- | ---------- | ------------ | ------------- | ------------- | ------------- | ---------- | -------- | ------ | ------ |
| Кабанге Мупопо | 400 м      | 50,22 НР     | 51,55 КБ, ЛРС | 1. у гр. 3    | 50,60 КВ, ЛРС | 2. у гр. 3 | 51,15    | 7 / 49 |        |